# Sterigmostemum
Sterigmostemum es un género de fanerógamas perteneciente a la familia Brassicaceae. Comprende 22 especies descritas y de estas, solo 7 aceptadas.

## Descripción
Son hierbas anuales o bienales, por lo general densamente pubescentea con pelos simples o ramificados (a veces estrellados), cortos y largos pelos mixtos, rara vez ramificados, sobre todo desde la base, suberectos o ascendentes, hojas oblongas, lanceoladas, pinnatisectas a escasamente dentadas, a veces subenteros. Las inflorescencias en racimos con muchas flores, laxa en la fruta. Flores pequeñas o mediocres, de color amarillento, raramente blancas o púrpuras; pedicelos  ± espesados en la fruta. Sépalos sub-erectos. Pétalos dos veces más largos que los sépalos, a menudo amplios, cuneados a continuación con garra corta. El fruto es una silicua lineal, subcilíndrica o subterete a menudo peluda, bilocular, tardíamente dehiscente o indehiscente, semillas pequeñas, oblongas.

## Taxonomía
El género fue descrito por Friedrich August Marschall von Bieberstein y publicado en Flora Taurico-Caucasica 3: 444. 1819.

## Especies aceptadas
A continuación se brinda un listado de las especies del género Sterigmostemum aceptadas hasta septiembre de 2013, ordenadas alfabéticamente. Para cada una se indica el nombre binomial seguido del autor, abreviado según las convenciones y usos.
- Sterigmostemum acanthocarpum Kuntze
- Sterigmostemum caspicum (Lam.) Kuntze
- Sterigmostemum incanum M. Bieb.
- Sterigmostemum longistylum (Boiss.) Kuntze
- Sterigmostemum ramosissimum Rech. f.
- Sterigmostemum sulphureum Bornm.
- Sterigmostemum torulosum (M. Bieb.) Bornm.